# Pyramid Mountain, Antarktis
Pyramid Mountain är ett berg i Antarktis. Det ligger i Östantarktis. Nya Zeeland gör anspråk på området. Toppen på Pyramid Mountain är 2 120 meter över havet.
Terrängen runt Pyramid Mountain är varierad. Trakten är obefolkad. Det finns inga samhällen i närheten. 